# Pokémon Legends: Arceus
Pokémon Legends: Arceus is een actierollenspel dat is ontwikkeld door Game Freak en uitgegeven door Nintendo en The Pokémon Company op de Nintendo Switch. Het spel is onderdeel van de achtste generatie van de Pokémon computerspel-serie en dient als een prequel van de in 2006 uitgegeven Nintendo DS computerrollenspel Pokémon Diamond en Pearl of de in 2021 uitgegeven Nintendo Switch computerrollenspel Pokémon Brilliant Diamond en Shining Pearl. Het spel is uitgebracht op 28 januari 2022 en werd aangekondigd tijdens de Pokémon25, de 25ste verjaardag van de Pokémon-franchise, samen met Pokémon Brilliant Diamond en Shining Pearl.

## Gameplay
Het spel speelt zich af in een vervlogen tijdperk in de Sinnoh-regio, lang voordat de gebeurtenissen van Pokémon Diamond en Pearl en hun remakes plaatsvonden. De gameplay van eerdere delen in de hoofdreeks is in dit spel behouden, en de mythische Pokémon Arceus speelt een grote rol in het verhaal.
Spelers kunnen wilde Pokémon vangen in de speelwereld zonder een gevecht aan te gaan, hoewel sommige wilde Pokémon nog steeds bevochten moeten worden voordat ze gepakt kunnen worden. Deze gevechten worden gestart door een gevangen Pokémon los te laten in de buurt van een wilde. Aan het begin van het spel zijn er slechts drie Pokémon beschikbaar: Rowlet, Cyndaquil en Oshawott.

## Ontvangst
| Recensiescore       | Recensiescore |
| Recensieverzamelaar | Score         |
| ------------------- | ------------- |
| Metacritic          | 85%           |
| Publicist           | Score         |
| Game Informer       | 8,75          |
| GameSpot            | 8             |
| GamesRadar+         | 4,5/5         |
| Nintendo Life       | 9             |

Pokémon Legends: Arceus werd positief ontvangen in diverse spelbladen en recensies. Men prees de vernieuwende elementen, gameplay en verkenning. Enige kritiek was er op de graphics en technische tekortkomingen.
Op Metacritic, een verzamelwebsite, heeft het spel een score van 85%.